# Альфонсіне
Альфонсіне (італ. Alfonsine) — муніципалітет в Італії, у регіоні Емілія-Романья, провінція Равенна.
Альфонсіне розташоване на відстані близько 300 км на північ від Риму, 60 км на схід від Болоньї, 16 км на північний захід від Равенни.
Населення — 12 184 особи (2014).
Щорічний фестиваль відбувається 8 вересня. Покровитель — Madonna delle Grazie.

## Демографія
Населення за роками:

Станом на 1 січня 2023 року в муніципалітеті офіційно проживало 1348 іноземців з 61 країни, серед них 487 громадян країн Євросоюзу та 131 громадянин України.

## Сусідні муніципалітети
- Арджента
- Баньякавалло
- Конселіче
- Фузіньяно
- Луго
- Равенна